# فرانك روس مكوي
فرانك روس مكوي (بالإنجليزية: Frank Ross McCoy)‏ هو دبلوماسي وجندي أمريكي، ولد في 29 أكتوبر 1874 في لويستاون في الولايات المتحدة، وتوفي في 4 يونيو 1954 في واشنطن العاصمة في الولايات المتحدة.